# Naturschutzgebiet Scheidt
Das Naturschutzgebiet Scheidt mit einer Größe von 2,08 ha liegt südöstlich von Ramsbeck im Gemeindegebiet von Bestwig. Das Gebiet wurde 2008 mit dem Landschaftsplan Bestwig durch den Hochsauerlandkreis als Naturschutzgebiet (NSG) ausgewiesen.

## Gebietsbeschreibung
Beim NSG handelt es sich um die 550 m hohe Bergkuppe Scheidt mit ihrem Waldgebiet aus Eichen, Rotbuchen und Rotfichten.

## Schutzzweck
Das NSG soll das Waldgebiet mit seinem Arteninventar schützen.
Wie bei allen Naturschutzgebieten in Deutschland wurde in der Schutzausweisung darauf hingewiesen, dass das Gebiet „wegen der Seltenheit, besonderen Eigenart und Schönheit des Gebietes“ als Naturschutzgebiet ausgewiesen wurde.